# Rumunská vlajka

Rumunská vlajka
Poměr stran: 2:3

Vlajka Rumunska je tvořena listem o poměru stran 2:3 se třemi svislými pruhy: tmavomodrým, žlutým a červeným.
Neoficiální výklad symboliky barev na rumunské vlajce je následující: modrá barva symbolizuje bezmračnou oblohu, žlutá nerostné bohatství a červená udatnost rumunského lidu.
| Schéma        | Modrá      | Žlutá      | Červená   |
| ------------- | ---------- | ---------- | --------- |
| Pantone       | 280c       | 116c       | 186c      |
| CMYK          | 99-86-1-00 | 2-18-95-0  | 4-99-94-0 |
| RGB           | 0-43-127   | 252-209-22 | 206-17-38 |
| Hexadecimalně | #002B7F    | #FCD116    | #CE1126   |

Vlajka rumunského prezidenta Poměr stran: 1:1
Rumunská lodní vlajka (Naval Jack) Poměr stran: 1:1

## Historie

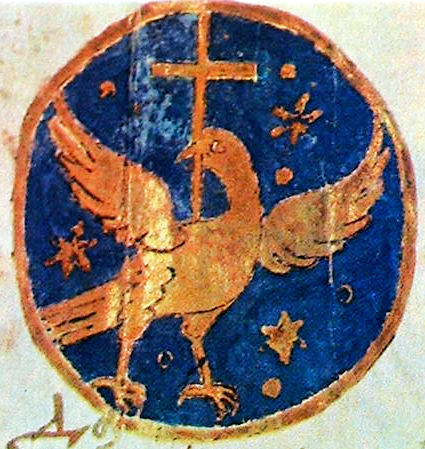
Erb Valašska za vlády Radu Serbana

Modrá, žlutá a červená jsou doložené jako běžně se vyskytující barvy na vlajkách a erbech na územích obývaných Rumuny již od 14. století. Byly hojně používány na erbech a vlajkách Moldavského knížectví. Mezi příklady patří gonfanon Dragoše Vodă, vlajky používané Štěpánem Velikým a Petrem Rarešem, armádní vlajky z období vlády Jeremiáše Movilă, knížecí vlajky Michala Chrabrého, Alexandra Ypsilantiho, Alexandra Suțu, Michala Sturdzy a Alexandra Ghicy.
Na přelomu 13. a 14. století vznikla na území dnešního Rumunska dvě knížectví: Moldavské knížectví a Valašské knížectví. Ta se postupně v 15. století stala osmanskými vazalskými státy. Po rusko-turecké válce (1828–1829) se stala obě knížectví protektorátem Ruského impéria. Po válce byly opět otevřeny přístavy a vytvořeno moldavsko-valašské loďstvo. Pro rozlišení užívalo Moldavsko červeno-modré a pro Valašsko žluto-modré praporce s vodorovnými pruhy. Tyto barvy byly později inspirací pro první rumunskou vlajku.
24. června 1834 dovolil výnosem sultán Mahmut II. valašskému princi Alexandru Ghicovi (dle jiných zdrojů - en wiki - se stal Ghica princem, a to moldavským až v roce 1849) přijmout vlajku pro svou armádu a loďstvo. Vlajka je z dnešního hlediska považována za knížecí i státní. Tvořil ji list o poměru stran přibližně 1:2 se třemi vodorovnými pruhy - červeným, modrým a žlutým o poměru šířek 2:1:1. V horním, červeném pruhu bylo osm bílých, osmicípých hvězd. Ty symbolizovaly oblasti horního Valašska. V dolním, žlutém pruhu bylo umístěno sedm bílých osmicípých hvězd, symbolizujících oblasti dolního Valašska. V prostředním, modrém pruhu byla bílá, korunovaná valašská orlice. Krátce po přijetí vlajky bylo změněno pořadí barev na červenou, žlutou a modrou.
Přibližně od roku 1840 se začaly objevovat červeno-žluto-modré vlajky s vodorovnými, stejně širokými pruhy.
14. června 1848 přijala revoluční valašská vláda vlajku se třemi vodorovnými pruhy - modrým, žlutým a červeným, kde v prostředním, žlutém pruhu byl nápis DREPTATE v latince (valašsky spravedlivost) a za ním nápis v cyrilici ФPЪЦIE (FRATIE, moldavsky bratrství).
V červenci 1848 byla vlajka změněna podle francouzského vzoru na trikolóru s modro-žluto-červenými svislými pruhy. Populární vlajka se stala později vzorem pro rumunskou vlajku. V září (stále stejného roku) však bylo Ruskem a Tureckem obnoveno užívání předchozí vlajky.

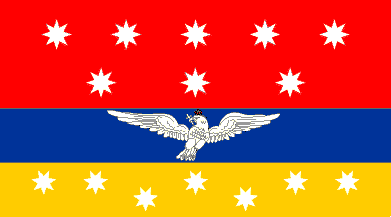
Valašská vlajka (1834)
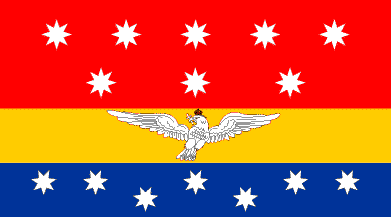
Valašská vlajka (1834–1848)
Neoficiální valašská vlajka (~1840–1848)

Roku 1857 byl knížetem Moldavska i Valašska (neformálně označovaná jako Dunajská knížectví) zvolen Alexandr Ioan Cuza. Ten obě knížectví spojil v roce 1858 do útvaru pod názvem Sjednocená knížectví Moldavska a Valašska. 22. června 1861 se národní vlajkou stal list s poměrem stran přibližně 1:3 a s třemi vodorovnými pruhy: červeným, žlutým a modrým. Nad listem byl navíc modrý plamen, který však na obrázcích chybí. Válečná vlajka (možno ji považovat i za státní) měla navíc uprostřed znak reprezentující obě knížectví, nad ním knížecí korunu. Znak byl tvořen orlicí s křížem v zobáku, mečem a žezlem (Valašsko) v pařátech a zubří hlavou s šesticípou hvězdou (Moldavsko). Znak byl obklopen šesti (po třech na každé straně) národními prapory se žerděmi zkříženými pod znakem. 11. prosince 1861 byla země přejmenována na Rumunské knížectví. Vlajka zůstala zachována.

Národní vlajka Sjednocených knížectví Moldavska a Valašska, později Rumunského knížectví (1861–1866) Poměr stran: ~1:3, vyobrazeno 2:3
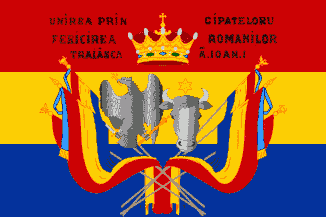
Válečná (státní) vlajka Sjednocených knížectví Moldavska a Valašska, později Rumunského knížectví (1861–1866) Poměr stran: ~1:3, vyobrazeno 2:3

Roku 1866 se stal knížetem Karel I. z dynastie Hohenzollern-Sigmaringen. Státní vlajkou se stala vlajka se třemi svislými pruhy: modrým, žlutým a červeným. V roce 1867 byla vlajka doplněna knížecím znakem, který byl roku 1872 změněn.
9. května 1877 byla vyhlášena nezávislost na Turecku a došlo k drobné změně znaku. Mezinárodně byla nezávislost uznána roku 1878. 26. března 1881 bylo Rumunské knížectví povýšeno na království ale ke změně státních symbolů nedošlo. (není obrázek)
Za I. světové války získalo Rumunsko další území: Bukovinu, Sedmihradsko, část Banátu a Besarábii. Vzniklo tak tzv. Velké Rumunsko. V červnu 1921 byl proto zaveden nový státní znak (velký, střední a malý). Na státní vlajce o poměru stran 2:3 se užíval běžně znak střední i malý.

Vlajka Rumunského knížectví (1867–1872) Poměr stran: 2:3
Vlajka Rumunského knížectví (1872–1877) Poměr stran: 2:3
Vlajka Rumunského království se středním znakem (1921–1947) Poměr stran: 2:3

V prosinci roku 1947 byl rumunský král Michal I. donucen k abdikaci a k emigraci do Švýcarska a byla vyhlášena prosovětská Rumunská lidová republika. 30. prosince 1947 byla zavedena nová státní vlajka. Byl ji znovu list se třemi svislými pruhy: modrým, žlutým a červeným o poměru stran 2:3. Uprostřed byl nový státní znak.
24. září 1952 došlo ke změně znaku a vlajky, na vrchol znaku byl doplněn symbol komunistické moci - rudá pěticípá hvězda.
21. srpna 1965 byl změněn název státu na Rumunská socialistická republika. V této souvislosti byla na vlajce o poměru stran 2:3 zmenšena rudá hvězda a na stuze byl změněn název státu.
V prosinci roku 1989 došlo k pádu komunismu v Evropě a v Rumunsku se stala symbolem lidového povstání vlajka s vystřiženým znakem na vlajce.

Rumunská vlajka (1947–1952) Poměr stran: 2:3
Rumunská vlajka (1952–1965) Poměr stran: 2:3
Rumunská vlajka (1965–1989) Poměr stran: 2:3
Vlajka s vyříznutým znakem během revoluce v roce 1989 Poměr stran: 2:3

Oficiálně se vlajka s komunistickým znakem užívala do 29. prosince 1989. Rozhodnutím Rady Fronty národní spásy byl 27. prosince s účinností od výše uvedeného data ze státní vlajky vypuštěn znak. Tato vlajka byla potvrzena v článku č. 12, hlavy I. v Ústavě přijaté 21. listopadu 1991 s účinností od 8. prosince stejného roku.

## Spor o vlajku s Čadem
Po odstranění znaku z rumunské vlajky vznikl spor s africkým Čadem, který má téměř shodnou vlajku, pouze užívá (a to od roku 1959) o něco tmavší odstín modrého pruhu. Čad přednesl tento problém v OSN již v roce 1989. Návrat Rumunska k vlajce se státním znakem se nepředpokládá pro odpor rumunské veřejnosti (vlajka by příliš připomínala vlajky z dob komunismu).

Čadská vlajka Poměr stran: 2:3
Rumunská vlajka Poměr stran: 2:3